# Hylomyscus carillus
Hylomyscus carillus is een knaagdier uit het geslacht Hylomyscus dat voorkomt in Angola. Deze soort is vroeger als een vorm gezien van H. aeta of H. alleni, maar is een aparte soort uit de H. alleni-groep, die ook H. stella en H. walterverheyeni omvat. Het is een van de drie Hylomyscus-soorten uit Angola (de andere zijn een nog ongeïdentificeerde vorm uit de H. anselli-groep en H. stella).